# Hàm Nghi
Hàm Nghi, född 1871, död 1943, Vietnams kejsare 1884-1885. Han var halvbror till sin föregångare Kiến Phúc som han hade en gemensam far med, medan Hàm Nghis mor var en fattig kvinna och han själv levde som gatpojke innan han blev kung. Det var mandarinerna som styrde och kungen hade inget att säga till om. När de styrande mandarinerna understödde ett uppror mot Frankrike och försökte göra ett anfall mot franska soldater blev de tvingade att fly inåt landet och fransmännen tillsatte Đồng Khánh som monark.
Hàm Nghi och en grupp människor kring honom fortsatte motståndet och ett stort uppror, kallat can-vuong, spred sig över norra och centrala Vietnam. Flera ledare övergav upproret och den förre kungen blev själv förrådd och utlämnad till fransmännen och blev deporterad till Algeriet där han levde i ytterligare 50 år. Under denna exil gifte han sig 1904 och fick tre barn.